# جيريمي تشايلد
جيريمي تشايلد (بالإنجليزية: Jeremy Child)‏ هو ممثل بريطاني، ولد في 20 سبتمبر 1944 في ووكينغ في المملكة المتحدة.

## أعمال

### أفلام
- (1988) سمكة تدعى وندا
- (2017) الساعة الأكثر ظلمة[7]

## وصلات خارجية
- جيريمي تشايلد على موقع IMDb (الإنجليزية)
- جيريمي تشايلد على موقع ديسكوغز (الإنجليزية)
- جيريمي تشايلد على موقع قاعدة بيانات الفيلم (الإنجليزية)